# Scalpellomorpha
Ordre
Synonymes
- Scalpellomorpha Newman, 1987[2]
- Scalpelliformes Buckeridge & Newman, 2006[1]
- ordre Scalpelliformes Buckeridge & Newman, 2006 (préféré par BioLib)[2]

Les Scalpellomorpha sont un ordre d'arthropodes du sous-embranchement des crustacés cirripèdes. Il contient les animaux appelés « anatifes » et certaines fausses balanes.

## Systématique
Pour le WoRMS, l'ordre des Scalpellomorpha a été créé en 2006 par les biologistes américains John Stewart Buckeridge (d) et William Anderson Newman (d),.
Pour d'autres sources comme l’ITIS, cet ordre a été créé en 1987 par William Anderson Newman.

## Description
Ce sont des microphages filtreurs qui vivent fixés à un support par l'intermédiaire d'un pied appelé pédoncule (disparu chez les Neolepadoidea). Le reste du corps de l'animal est appelé capitulum et est formé d'une carapace calcaire composée de plusieurs plaques. Les carapaces des autres crustacés sont principalement formées à partir de chitine, ce qui explique que les anatifes aient longtemps été classés parmi les mollusques, mais le calcaire de leurs coquilles n'est qu'une convergence évolutive avec ces derniers. Les scientifiques distinguent, pour décrire leur coquille, trois zones. La partie inférieure appelée scutum contient moins de plaques. La partie latérale est appelée carène, la partie supérieure appelée tergum. Le nombre de ces plaques permet de reconnaitre les espèces. Ces animaux possèdent un thorax, une région céphalique, six paires de pattes et de nombreux cils filtrants dans le capitulum. Les cils servent à capter le plancton dont ils se nourrissent. Ils sont en général hermaphrodites.

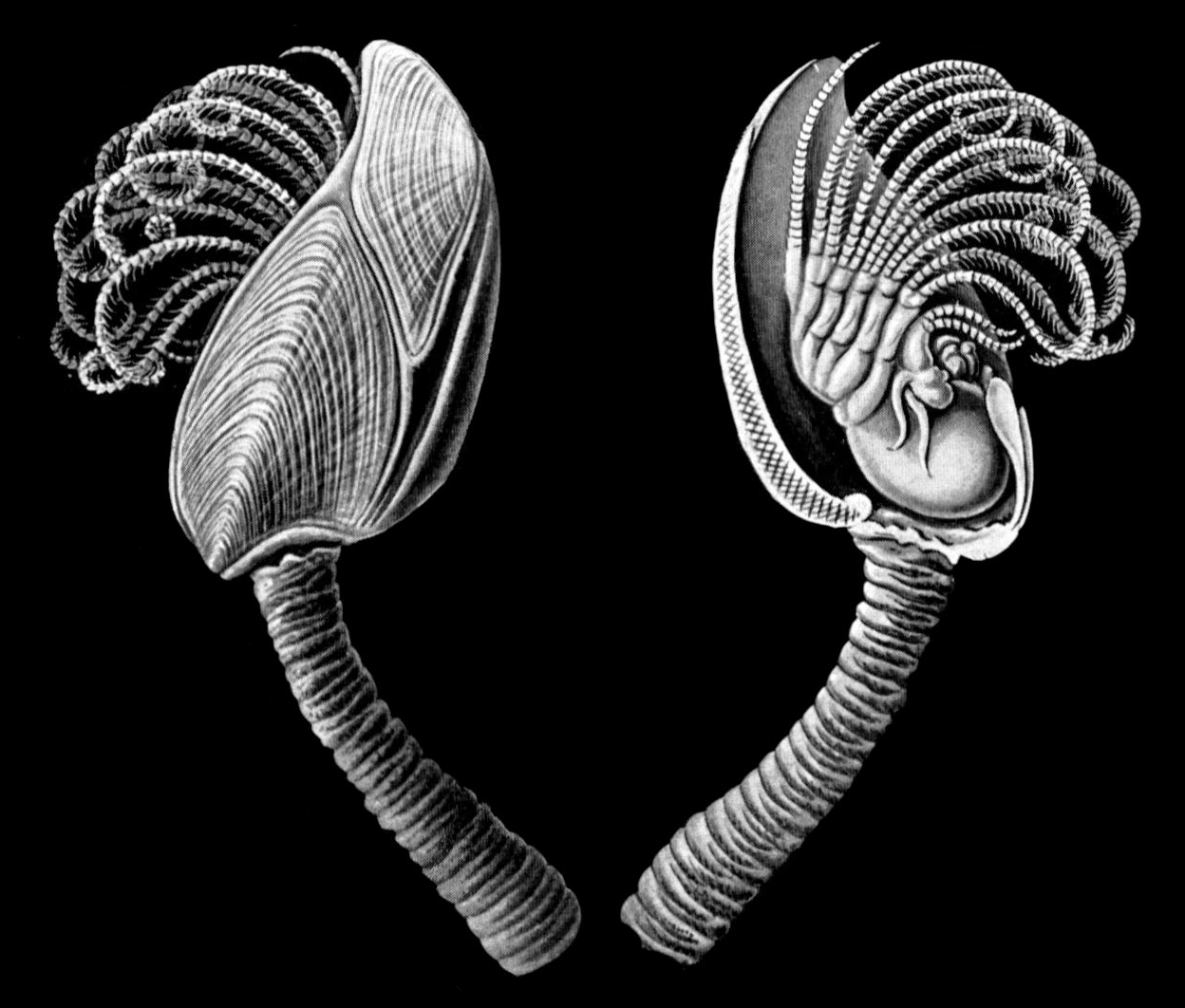
Dessins de Lepas anatifera entier et en coupe par Ernst Haeckel.

## Liste des familles
Selon World Register of Marine Species (2 octobre 2021) :
- super-famille Lepadoidea Chan, Dreyer, Gale, Glenner, Ewers-Saucedo, Pérez-Losada, Kolbasov, Crandall & Høeg, 2021
  - famille Heteralepadidae Nilsson-Cantell, 1921
  - famille Lepadidae Darwin, 1852
  - famille Malacolepadidae Hiro, 1937
  - famille Poecilasmatidae Annandale, 1909
  - famille Rhizolepadidae Zevina, 1980
- super-famille Neolepadoidea Chan, Dreyer, Gale, Glenner, Ewers-Saucedo, Pérez-Losada, Kolbasov, Crandall & Høeg, 2021
  - famille Neobrachylepadidae Newman & Yamaguchi, 1995
  - famille Neolepadidae Yamaguchi, Newman & Hashimoto, 2004
  - famille Neoverrucidae Newman, 1989 in Hessler & Newman, 1989
- super-famille Scalpelloidea Chan, Dreyer, Gale, Glenner, Ewers-Saucedo, Pérez-Losada, Kolbasov, Crandall & Høeg, 2021
  - famille Scalpellidae Pilsbry, 1907
- famille Probathylepadidae Ren & Sha, 2015

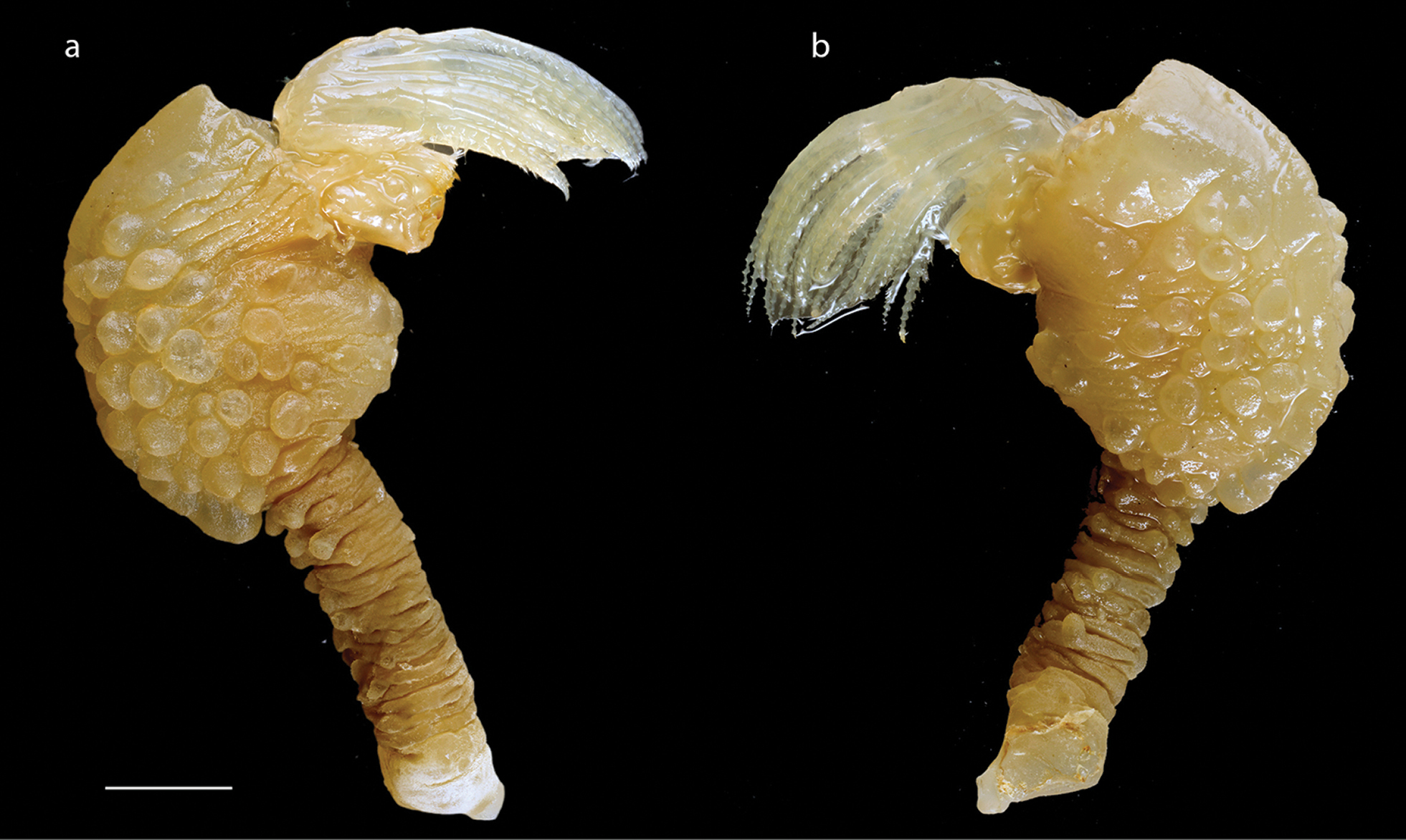
Paralepas morula (Heteralepadidae).
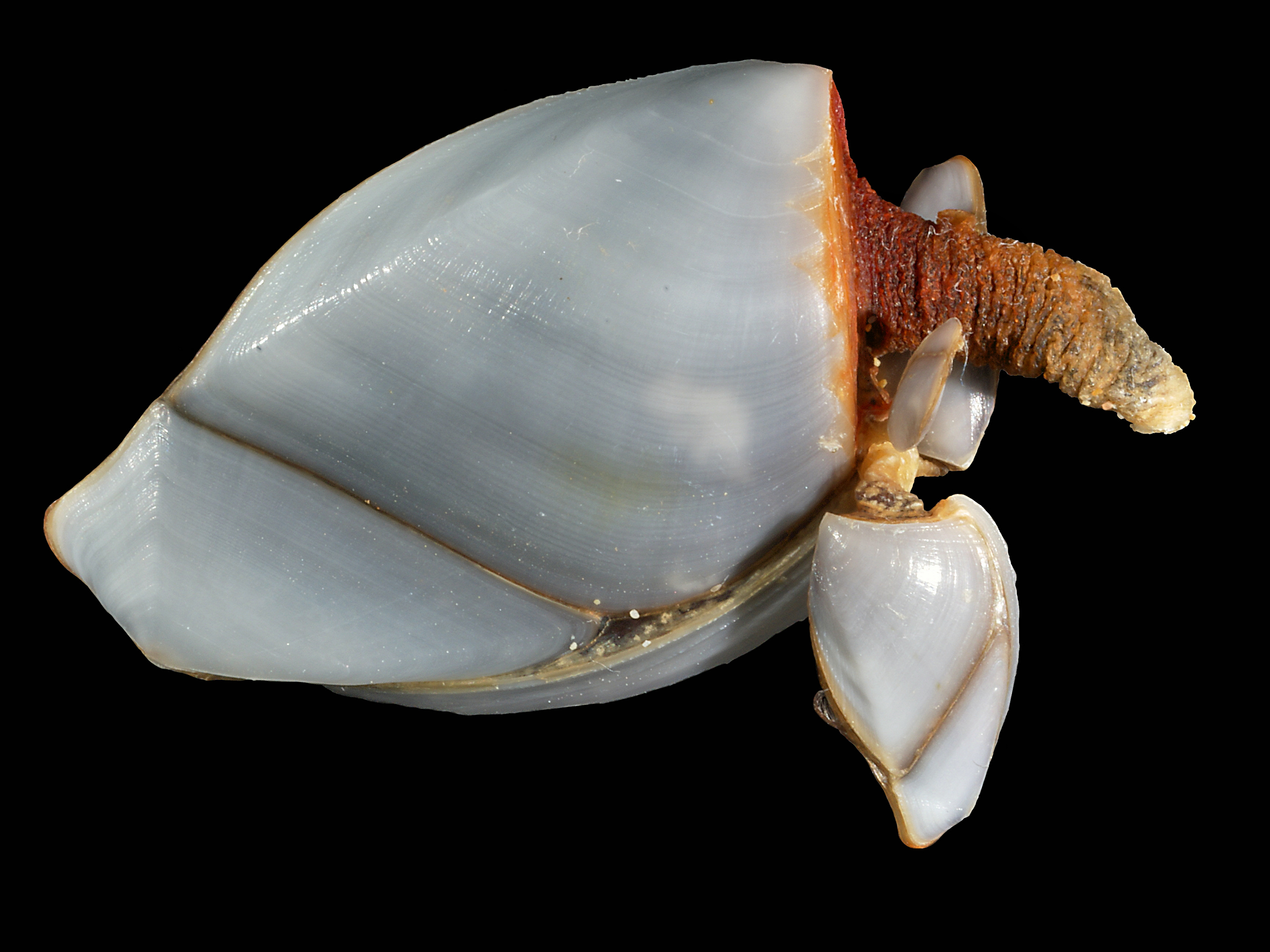
Lepas anserifera (Lepadidae).
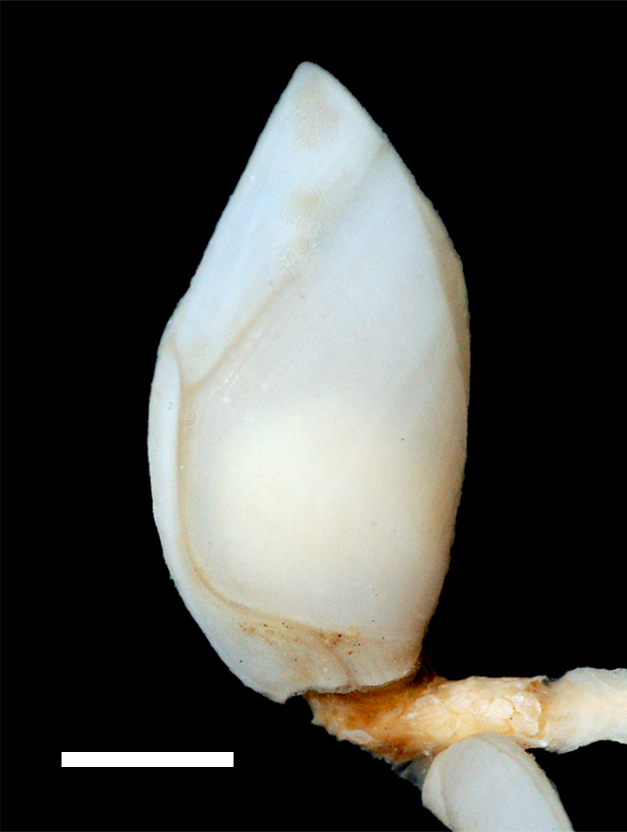
Glyptelasma hamatum (Poecilasmatidae).
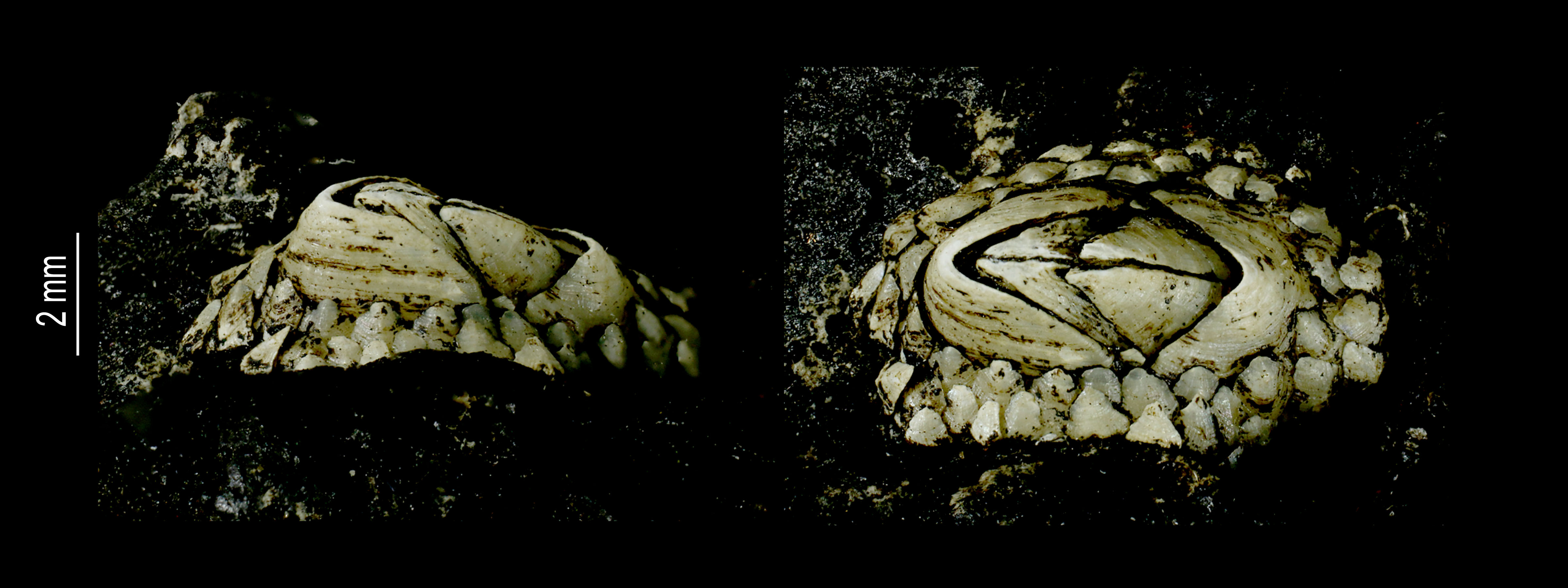
Neobrachylepas relica (Neobrachylepadidae).
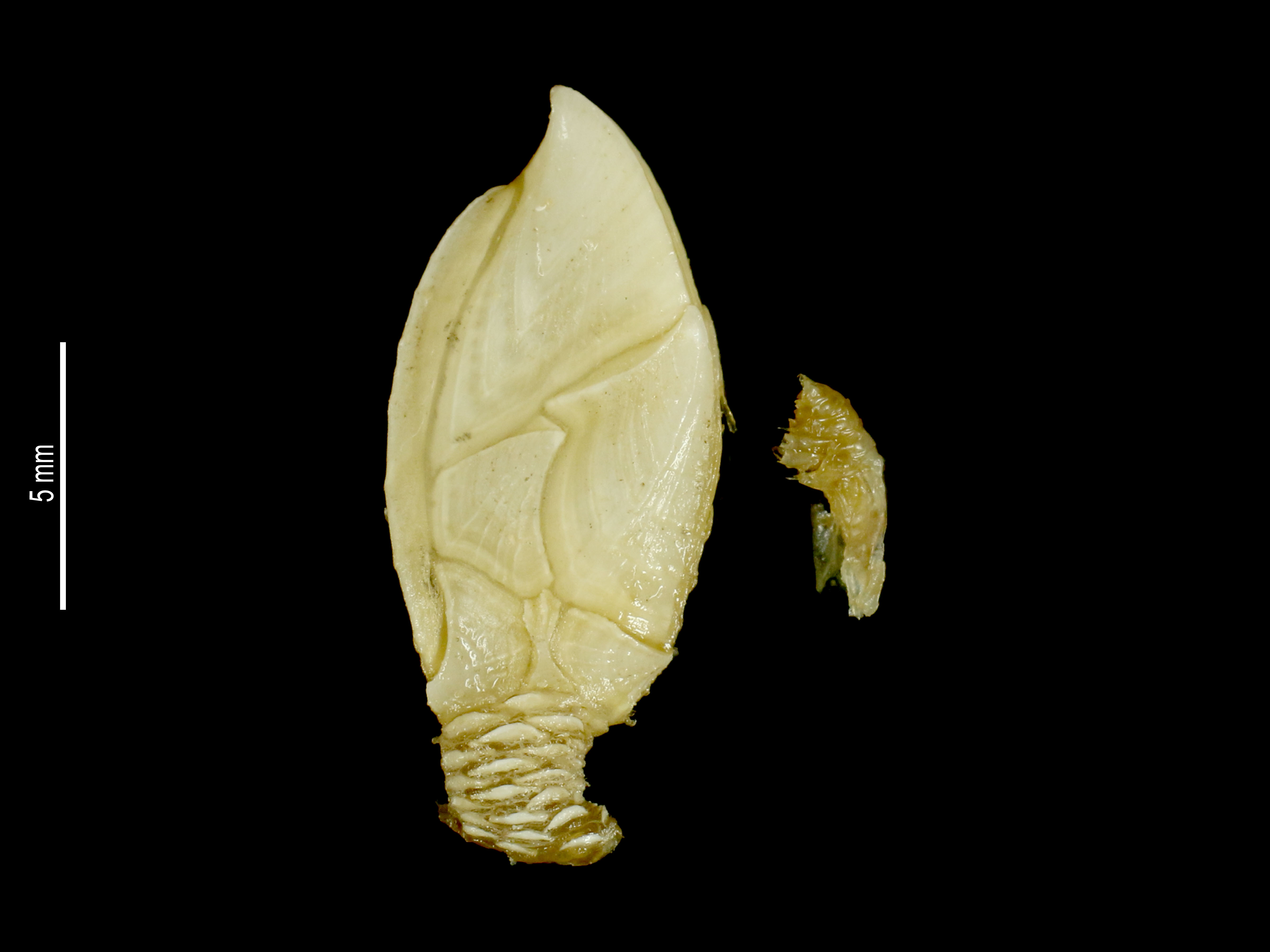
Catherinum recurvitergum (Scalpellidae).

## Publication originale
- (en) John S. Buckeridge et William A. Newman, « A revision of the Iblidae and the stalked barnacles (Crustacea: Cirripedia: Thoracica), including new ordinal, familial and generic taxa, and two new species from New Zealand and Tasmanian waters », Zootaxa, Magnolia Press (d), vol. 1136, no 1,‎ 27 février 2006, p. 1-38 (ISSN 1175-5334 et 1175-5326, OCLC 49030618, DOI 10.11646/ZOOTAXA.1136.1.1, lire en ligne).